# Athlītikī Enōsis Kōnstantinoupoleōs (pallavolo maschile)
L'Athlītikī Enōsis Kōnstantinoupoleōs è una società di pallavolo maschile, con sede ad Atene: milita nel campionato greco di Volley League e fa parte dell'omonima società polisportiva.

## Storia
L'Athlītikī Enōsis Kōnstantinoupoleōs, meglio nota come AEK Atene, nasce sul finire degli anni venti, chiudendo però in concomitanza con la seconda guerra mondiale. Riaperta negli anni sessanta, chiude nuovamente a causa degli scarsi risultati ottenuti. Rifondata ancora una volta nel 1982, parte dalle categorie più basse del campionato greco e grazie a tre promozioni consecutive, raggiunge la divisione cadetta nel 1992.
Nella stagione 1994-95 esordisce in massima serie, ma retrocede subito. Dopo una sola annata in A2 Ethnikī, dal campionato 1996-97 è nuovamente in A1 Ethnikī, militandovi ininterrottamente per sei annate; raggiunge inoltre la prima finale della propria storia nella Coppa di Grecia 1998-99. 
Nel seguente decennio il club continua ad essere promosso e retrocede dalla massima divisione nazionale, fino a quando retrocede per due annate consecutive, finendo in B' Ethnikī. Dopo altrettante promozioni consecutive, è nuovamente in Volley League nel campionato 2013-14, nel corso del quale vince il primo trofeo della propria storia, la Coppa di Lega.
Retrocesso nuovamente nel campionato 2014-15, rimane per tre annate in A2 Ethnikī, tornando in Volley League nel campionato 2018-19.

## Rosa 2018-2019
| N° | Nome                   | Ruolo | Data di nascita  | Nazionalità sportiva |
| -- | ---------------------- | ----- | ---------------- | -------------------- |
| 1  | Kōstas Dīmoudīs        | C     | 9 novembre 2000  | Grecia               |
| 2  | Dīmītrīs Charalampidīs | C     | 3 giugno 1991    | Grecia               |
| 4  | Edgardo Lioca          | P     | 22 dicembre 1990 | Argentina            |
| 5  | Giōrgos Droukarīs      | P     | 16 maggio 1991   | Grecia               |
| 7  | Giannīs Markou         | S     | 10 gennaio 1992  | Grecia               |
| 8  | Chrīstos Koulocherīs   | C     | 21 giugno 1993   | Grecia               |
| 9  | Īraklīs Papadopoulos   | O     | 2 settembre 1991 | Grecia               |
| 10 | Anastasios Sōnakīs     | L     | 9 novembre 2001  | Grecia               |
| 11 | Nikos Mauraganīs       | C     | 15 dicembre 1993 | Grecia               |
| 12 | Filip Stoilović        | S     | 11 ottobre 1992  | Serbia               |
| 13 | Gerasimos Kanellos     | C     | 25 agosto 1987   | Grecia               |
| 14 | Giōrgos Tzioumakas     | O     | 23 gennaio 1995  | Grecia               |
| 15 | Īlias Lappas           | S     | 20 luglio 1979   | Grecia               |
| 16 | Deivid Mota            | S     | 14 dicembre 1988 | Brasile              |
| 17 | Nikos Īliakopoulos     | P     | 2 aprile 2001    | Grecia               |
| 18 | Alexandros Mazōnakīs   | S     | 8 agosto 2000    | Grecia               |
| 20 | Dīmītrīs Gkaras        | L     | 12 novembre 1985 | Grecia               |

## Palmarès
- Coppa di Lega: 1

2013-14